# بلندآوای بال‌سفید
بلندآوای بال‌سفید (نام علمی: Lalage tricolor) یکی از اعضای کوچک‌تر تیرهٔ کوکوسنگ‌چشمان (Campephagidae) است که در سراسر سرزمین اصلی استرالیا و احتمالاً در جزایر شمال، از جمله گینه نو و شرق اندونزی یافت می‌شود. ساکن یا کوچگر در بخش گرم‌تر محدوده خود (داخل استرالیا و نقاط شمالی) و یک مهاجر تابستان‌گذران در مناطق سردتر جنوبی استرالیا است.